# عمار تیفور
عمار تیفور (عربی: عمار كمال الدين طيفور؛ زادهٔ ۱۲ آوریل ۱۹۹۷) بازیکن فوتبال است.
وی همچنین در تیم ملی فوتبال سودان بازی کرده‌است.